# Kiembara
Kiembara è un dipartimento del Burkina Faso classificato come comune, situato nella provincia  di Sourou, facente parte della Regione di Boucle du Mouhoun.
Il dipartimento si compone del capoluogo e di altri 13 villaggi: Bambara, Bangassogo, Dio, Gan, Gorgaré, Goueré, Gouyalé, Kirio, Kouygoulo, Niassono, Ouéllé, Sissile e Zabo.